# Provincia di Limón
La provincia di Limón è una provincia della Costa Rica che si estende lungo tutta la costa atlantica del Paese, confinando a nord con il Nicaragua, ad est con il Mar dei Caraibi, a sud con Panama, a sud-ovest con la provincia di Puntarenas e ad ovest con le province di Heredia, Cartago e San José.

## Caratteristiche
La regione caraibica costaricana si estende dalla foce del fiume San Juan (che segna il confine con il Nicaragua) fino alla foce del fiume Sixaola (che segna il confine con Panama), interamente compresa nel territorio della provincia di Limón.
Spiagge di notevole bellezza, paradisi naturali incontaminati, aree protette di importanza mondiale (Tortuguero, Cahuita) si succedono per oltre 200 km.
A metà strada fra il Nicaragua e Panama, si trova il capoluogo della provincia, Puerto Limón. Importante centro culturale ed economico, è anche il principale porto commerciale della Costa Rica.
La provincia di Limón è la più multietnica del paese; la popolazione di origine afroamericana prevale in questa zona su quella indigena e creola. Come nel Nicaragua, anche nella versante caraibica costaricana la lingua inglese è parlata da una consistente minoranza come lingua madre. La maggioranza della popolazione è comunque madrelingua spagnola, anche se la pronuncia è spesso marcatamente anglicizzata.  
Il clima è caldo e umido; la temperatura media annua è di 25,5 °C con escursioni che arrivano fino a sfiorare i 35 °C.
La zona costiera è pianeggiante e per lunghi tratti caratterizzata da paludi e lagune costiere. Verso l'interno il paesaggio diventa collinare e caratterizzato dalla lussureggiante presenza della foresta tropicale umida. All'estremo sud-ovest, le ultime propaggini della Cordigliera di Talamanca raggiungono i 3.819 metri del Cerro Chirripó, vetta più alta della Costa Rica.
L'agricoltura, insieme al turismo, è la principale fonte di reddito. Diffuse sono le piantagioni di banana (Musa paradisiaca sapientum), bananito, platano (Musa paradisiaca normalis), banana rossa e banano quadrato. La Costa Rica è il secondo paese (subito dopo l'Ecuador), per esportazione delle banane.
Il Partido Auténtico Limonense (PAL), partito politico fondato il 17 agosto 1976, lavora per l'autonomia economica di Limón.

## Storia
Nel settembre del 1502 (secondo alcune fonti il giorno 17, secondo altre il 18 o il 25) Cristoforo Colombo sbarcò sull'Isola Uvita e raggiunse successivamente la terraferma, proprio nel luogo dove oggi sorge il capoluogo Puerto Limón.
Anche l'origine del nome Limón è incerta. Secondo la tesi più accreditata il nome deriverebbe dalla presenza di alcuni alberi di limone che si trovavano di fronte all'ufficio del governatore della zona.
In epoca precolombiana la zona era abitata da tre gruppi indigeni, gli Huetares, i Suerres e i Pococies.
Per un lungo periodo, durante l'epoca coloniale, la provincia rimase scarsamente abitata.
Lo sviluppo iniziò quando alcune compagnie statunitensi iniziarono a sfruttare la zona per la coltivazione delle banane e iniziò la tratta degli schiavi che venivano costretti a lavorare nelle piantagioni.
Agli schiavi veniva impartita una istruzione elementare, basata su libri portati dalla Giamaica. Ciò ha dato origine alla mescolanza di etnie e di lingue parlate, che tuttora caratterizza la zona.

## Aree protette
Il Parco nazionale Tortuguero si estende per oltre 19.000 ettari di foresta pluviale, paludi costiere, spiagge di sabbia bruna, nelle quali nidifica, da giugno ad ottobre, la Tartaruga verde (Chelonia mydas) e, da febbraio a luglio, la Tartaruga liuto (Dermochelys coriacea). Si calcola che ogni anno oltre 30.000 tartarughe raggiungono la riva per deporre le uova.  
Il parco è popolato da oltre 300 specie di uccelli, da 57 specie di anfibi, 111 di rettili (fra i quali il coccodrillo, l'alligatore e la temutissima Terciopelo, Bothrops asper), 60 di mammiferi (fra i quali il giaguaro, l'ocelot e il tapiro.
Di uguale importanza è anche il Parco nazionale Cahuita, ubicato più a sud, a pochi chilometri dalle coste di Panama.
Oltre alla foresta tropicale umida, alla lussureggiante biodiversità di specie vegetali e animali, alle spiagge di sabbia bianca circondate dalle palme, il parco è conosciuto e visitato per la presenza, lungo la costa di un tratto di barriera corallina.
Altre aree protette della provincia sono il Rifugio Barra del Colorado, la Riserva Forestale della Cordigliera Vulcanica Centrale, la Riserva Forestale del Río Pacuare, il Parco Nazionale Barbilla, il Rifugio Limoncito, il Rifugio della Valle del Río Banano, il Parco Internazionale Amistad, che si estende in territorio panamense, la Riserva Hitoy Cerere e il Rifugio Gandoca Manzanillo.
Circa il 50% dell'intero territorio provinciale è costituito da aree protette.

## Geografia antropica

### Suddivisioni amministrative
La provincia di Limón è divisa in 6 cantoni:
- Guácimo
- Limón
- Matina
- Pococí
- Siquirres
- Talamanca